# Seznam chráněných území v okrese Gelnica
Toto je seznam chráněných území v okrese Gelnica aktuální k roku 2015, ve kterém jsou uvedena chráněná území v oblasti okresu Gelnica.
| Kód | Obrázek | Typ | Název                 | Rozloha (ha) | Galerie Commons | Popis území | Souřadnice |
| --- | ------- | --- | --------------------- | ------------ | --------------- | ----------- | ---------- |
| 857 |         | PR  | Kloptaň               | 27,0700      |                 |             |            |
| 607 |         | PP  | Margecianska línia    | 0,4384       |                 |             |            |
| 864 |         | PR  | Polianske rašelinisko | 19,3073      |                 |             |            |
| 716 |         | PP  | Závadské skalky       | 3,8851       |                 |             |            |